# Peel Castle

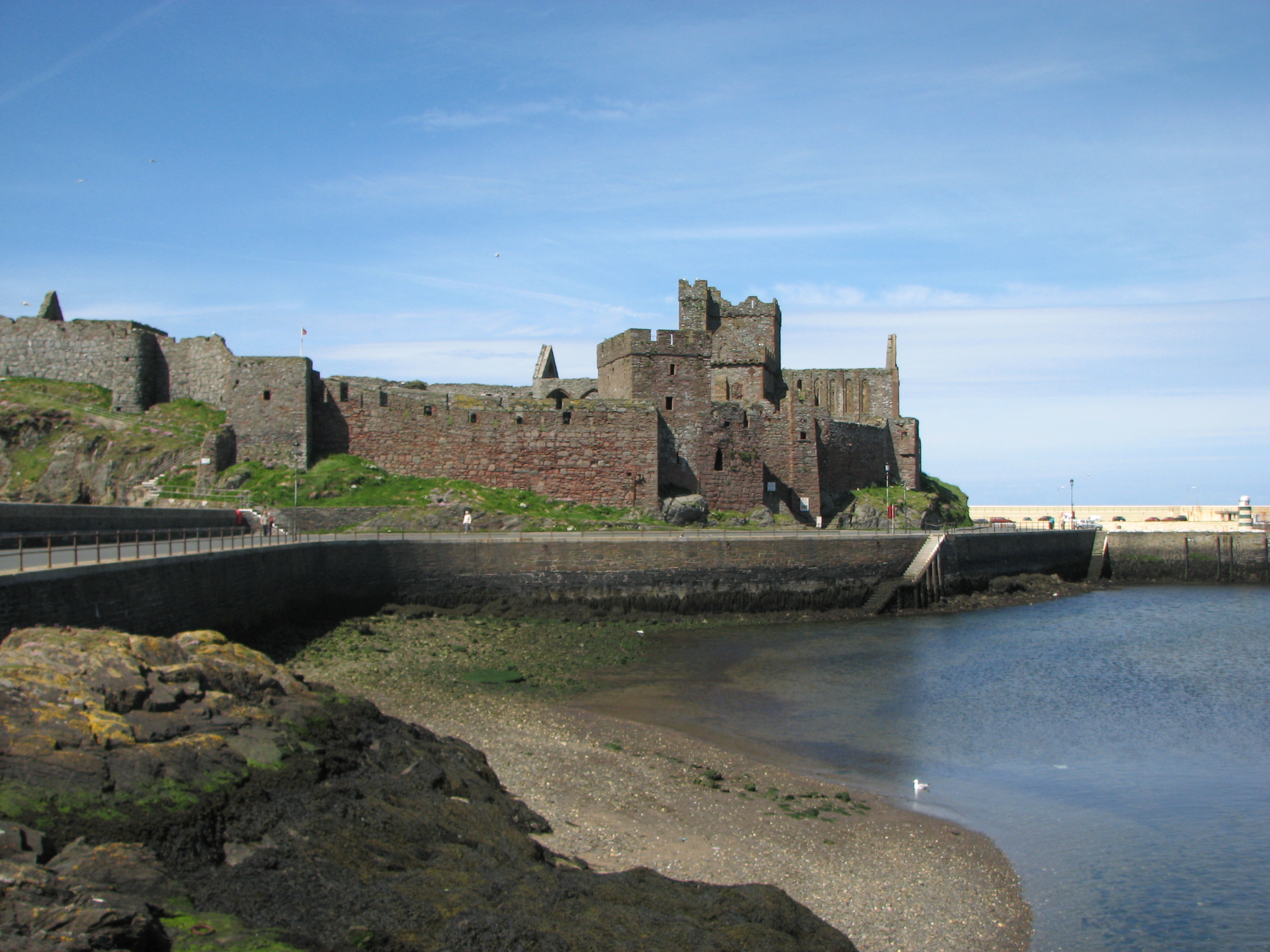
Peel Castle

Peel Castle är ett slott i staden Peel på Isle of Man som finns beläget på ön St Patrick's Isle. Ön är förbunden med Peel genom en fördämning ("causeway").
Fortet, det som skulle bli slottet, byggdes på 1000-talet av norrmän under kung Magnus Barfots regeringstid. Fastän det fanns keltiska kloster på ön byggda av sten byggdes slottet av trä. Det runda torn hörde tidigare till ett keltiskt kloster. Under tidigt 1300-tal byttes virket i slottet ut mot den lokala röda sandstenen.
Senare tog kyrkan över slottet, för att användas när de byggde Peels katedral. Under 1700-talet övergavs slottet för att bara användas sporadiskt. Idag är de inre byggnaderna ruiner men de yttre väggarna är till största delen intakta.
Utgrävningar mellan 1982 och 1987 avslöjade både en stor kyrkogård och lämningarna av Magnus Barfots träfort. Ett av de mest spektakulära fynden var en grav som innehöll en kvinna ”den hedniska damen” (en:The Pagan Lady). Med henne fann man också ett halsband och flera silvermynt daterade till år 1030.
I dag ägs slottet av Manx National Heritage och är öppet för besökare.